# Gino Favini
Gino Favini (Varallo Pombia, 16 maggio 1913 – ...) è stato un calciatore italiano, di ruolo portiere.

## Carriera
Cresciuto nella Varalpombiese e nell'Intra, gioca una stagione tra le riserve del Torino. In seguito disputa il campionato di Serie C 1936-1937 con la Gallaratese.
Dopo altri quattro anni in Serie C con il Varese, nel 1941 passa alla Pro Patria con cui debutta in Serie B nella stagione 1941-1942, disputando 52 partite nell'arco di due campionati.
Nel dopoguerra milita nel campionato piemontese di Prima Divisione con l'Oleggio

## Palmarès

### Club

#### Competizioni nazionali
- Serie C: 1

Varese: 1939-1940 (girone C)